# ورزشگاه کوپاکابانا

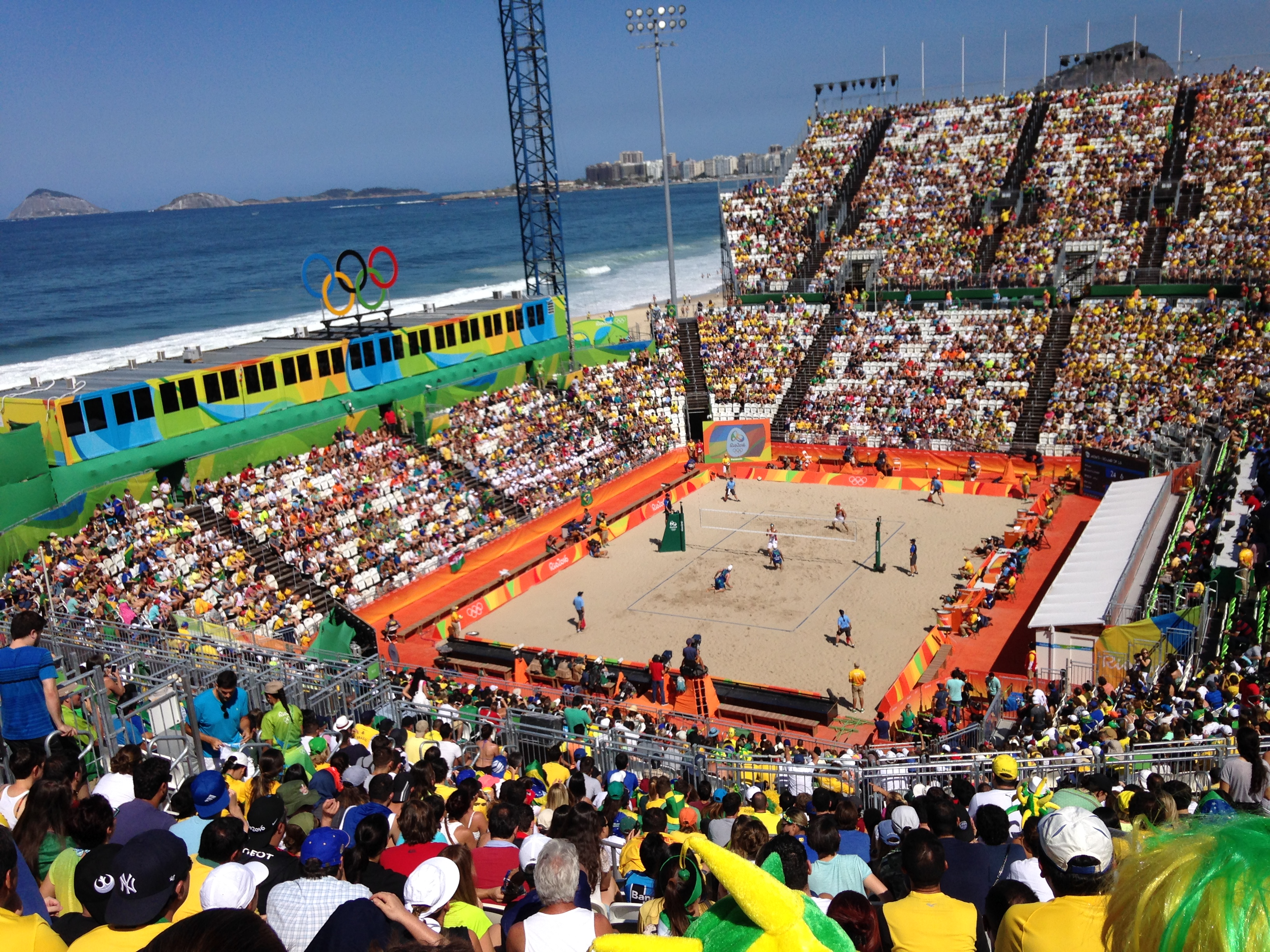
ورزشگاه کوپاکابانا در زمان برگزاری مسابقات المپیک

ورزشگاه کوپاکابانا (انگلیسی: Copacabana Stadium) یک ورزشگاه مخصوص والیبال ساحلی در شهر ریو دو ژانیرو، برزیل است.
این ورزشگاه میزبان والیبال ساحلی بازی‌های پان امریکن و بازی‌های المپیک تابستانی ۲۰۱۶ بوده است.